# Rivista di Fiume
Rivista di Fiume (talijanski: Fiume: rivista semestrale della Societa' di studi fiumani in Fiume, 1923. – 1938.) riječki je časopis je koji je izdavalo društvo Societa' di studi fiumani kao godišnju publikaciju. Nastaje 1923., iste godine kad i društvo. Tiskao se u tiskari Urania i La vedetta d'Italia. Časopis je obrađivao prvenstveno povijesne i znanstvene teme. Osim rasprava, donosio je i dokumentarnu građu, npr. pisma Ljudevita Andrije Adamića poslana Lavalu Nugentu.
Ponovno je pokrenut u Rimu 1952. pod naslovom Rivista di studi fiumani.
Sveučilišna knjižnica u Rijeci čuva brojeve časopisa Fiume: rivista semestrale della Societa di studi fiumani in Fiume u svojoj baštinskoj zbirci.